# Henk Berghout
Hendrikus Johannes (Henk) Berghout (Rotterdam, 23 juni 1908 – Dordrecht, 22 april 1973) was een Nederlands cellist, koordirigent en muziekpedagoog.
Hij werd geboren in het gezin van componist/violist Johan Berghout en Anthonia Sophia Verbiest. Broer Theo Berghout en zus Phia Berghout gingen ook de muziek in. Hijzelf is getrouwd met Meta de Man, een zuster van kunstenares Nettie de Man.
Hij kreeg zijn muzikale opleiding aan het Haags conservatorium. Hij rondde zijn studie in 1929 af. Eind jaren twintig en dertig gaf hij al dan niet met broer, zus en vader een aantal concerten in het land, bijvoorbeeld in Musis Sacrum in Arnhem. In diezelfde jaren dertig maakte hij onderdeel uit van het Deltsche Trio (met Rie Beute en Louis de Ruyter,), het Zapparonikwartet en het Nederlandsch Kamerorkest. Daarbij hanteerde hij ook wel de viola da gamba. In 1938 was hij solist in het Concertino pour violoncelle et orchestre van Albert Roussel.
Naast het geven van concerten was Berghout ook betrokken bij muziekopleidingen, zo heeft René van Ast enkele jaren les van hem gehad. Hij was voor langere tijd docent aan de Leidse muziekschool. Hij was gedurende een aantal jaren leraar en directeur van de Toonkunst Muziekschool te Dordrecht (1940/1941-1958) en dirigent van het Toonkunstkoor aldaar. In die hoedanigheid leidde hij in 1952 de eerste uitvoering van de Matthäus-Passion van dat koor. In 1958 sneuvelde hij als docent in Dordrecht als gevolg van een door hemzelf op touw gezette reorganisatie. In die periode was hij ook directeur/dirigent van Kunst na Arbeid (1941-1944). Tevens bekleedde hij enkele functies binnen de Koninklijk Nederlands Toonkunstenaars Vereniging. Ondertussen gaf hij als opvolger van Evert Cornelis en Otto Glastra van Loon leiding aan het Kralings Vrouwenkoor, Iskar Aribo volgde hem in 1958 op. In 1947 stond hij nog als dirigent voor een duizendkoppig koor tijdens de Dordtse Hoffeesten.
Hij liet een aantal werken in manuscript achter, zoals een kleine suite voor viool, cello, harp en orgel, verwijzend naar Theo, Henk, Phia en Johan Berghout. In 1928 verscheen van hem Pensée voor cello en harp.
Kors Monster, Dordts componist, schreef een Sonate voor viool en piano voor hem, alhoewel hij het werk opdroeg aan Noortje Coolhaas (toekomstige mevrouw Monster).